# Le Vicaire de Wakefield

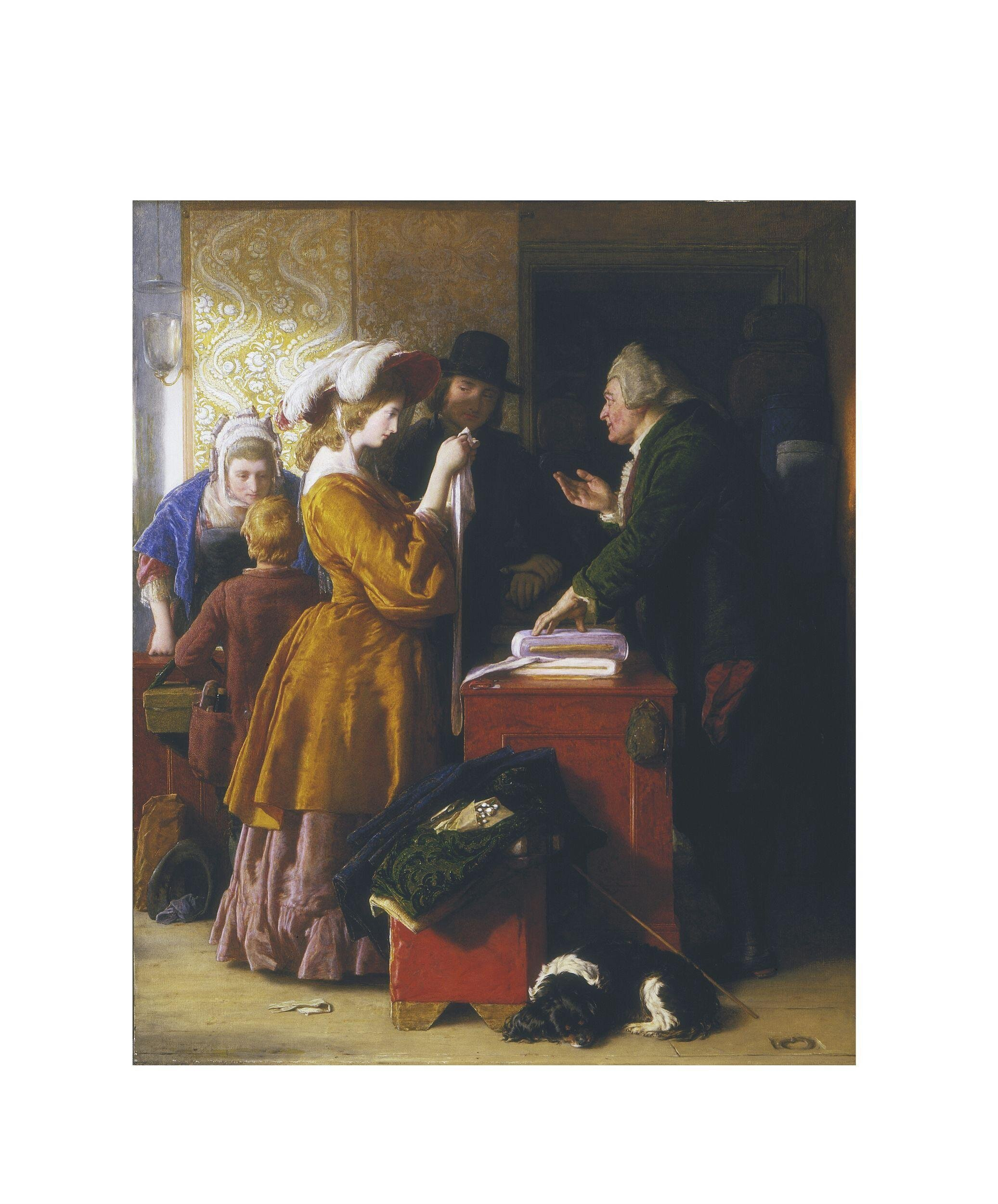
Choosing the Wedding Gown de William Mulready, une illustration du chapitre 1.

Le Vicaire de Wakefield (ou Le Ministre de Wakefield) est un roman d'Oliver Goldsmith écrit en 1761 et 1762, puis publié en 1766.

## Publication
L'ouvrage, dont le titre original est The Vicar of Wakefield, est publié grâce à Samuel Johnson, un ami auquel l'auteur a lancé un appel à l'aide. Johnson raconte comment cela s'est passé :

« J'ai reçu un matin un message du pauvre Goldsmith me disant qu'il était dans une grande détresse, et, comme il n'était pas en mesure de venir me voir, me suppliant d'aller le voir le plus tôt possible. Je lui ai envoyé une guinée en promettant d'aller le voir directement. J'y suis donc allé dès que j'ai été habillé, et j'ai trouvé que sa logeuse l'avait arrêté pour son loyer, ce qui l'avait mis dans une violente colère. Je m'aperçus qu'il avait déjà changé ma guinée, et qu'il avait devant lui une bouteille de Madère et un verre. Je mis le bouchon sur la bouteille, l'invitai à se calmer, et commençai à lui parler des moyens de s'en sortir. Il me dit alors qu'il avait un roman prêt à être imprimé, qu'il me présenta. J'y jetai un coup d'œil et j'en vis le mérite. Je dis à la logeuse que je devais bientôt revenir, et, étant allé chez un libraire, je le vendis pour soixante livres. J'apportai l'argent à Goldsmith, qui s'acquitta de son loyer, non sans reprocher vertement à sa logeuse de l'avoir si mal traité. »

Il s'agissait du Vicaire de Wakefield, que Johnson a vendu à Francis Newberry, neveu de John Newberry. Celui-ci le garde durant près de deux ans avant de le publier.

## Réception
Le succès est immédiat. Publié à la fin de mars 1766, le livre connaît une seconde édition avant la fin du mois de mai, et une troisième trois mois plus tard, mais sans que l'auteur reçoive jamais de l'éditeur sa part des profits.
Il est l'un des ouvrages les plus populaires et les plus lus dans l'Angleterre de l'époque victorienne. Il a souvent été traduit en français, notamment par C. Gin en 1797 et par Charles Nodier en 1844 (édition dans Wikisource).
Dans la préface de La mare au diable, George Sand écrit : « L’art [...] est une recherche de la vérité idéale, et Le vicaire de Wakefield fut un livre plus utile et plus sain à l’âme que le Paysan perverti et les Liaisons dangereuses. »
Il est mentionné dans Les Souffrances du jeune Werther de Goethe qui le tient en grande estime depuis sa jeunesse, au point de le relire encore avec le même plaisir soixante ans plus tard. Il est aussi évoqué dans Emma de Jane Austen, Frankenstein de Mary Shelley, David Copperfield de Charles Dickens, Middlemarch de George Eliot, etc.
L'ouvrage est traduit en hébreu par le linguiste palestinien (en)David Yellin en 1896.

## Sources
- (en) Washington Irving, Oliver Goldsmith: a Biography, 1849 (lire en ligne), Chapitre XV